# Luis Bermejo
Pour les articles homonymes, voir Bermejo.
Luis Bermejo Royo, plus connu sous le nom de Luis Bermejo, (né le 12 août 1931 à Madrid et mort le 12 décembre 2015) est un dessinateur de bandes-dessinées espagnol qui a travaillé pour le marché européen et américain.

## Biographie
Luis Bermejo Royo naît le 12 août 1931  à Madrid mais alors qu'il a trois ans sa famille s'installe à  Albacete. C'est là  qu'en 1946, alors qu'il est âgé de 15 ans Luis Bermejo est engagé comme assistant par Manuel Gago, Il travaille ensuite pour Editorial Valenciana, Il dessine la série  El Rey del Mar sur des scénarios de  Pedro Quesada à partir de 1948. 
En 1951 Bermejo part pour Madrid où il suit des cours à l'université de San Fernando. En même temps, Il travaille pour Editorial Rollán à Madrid, pour qui il crée la série Aventuras del FBI qu'il garde durant huit ans. Son travail sur cette série d'espionnage est aIors très influencé par les comic strips d'Alex Raymond Secret agent X-9 et Rip Kirby  travaille ensuite pour le magazine Chicos, y créant les personnages de Federico Trota Mundos et La Mujer de la Nieve. 
En 1956 il fonde avec  Jose et Leopold Ortiz, Pedro Quesada et  Manuel Gago la maison d'édition Maga. Il dessine plusieurs séries dont Apache et Marco Polo, 
A la fin des années 1950, il délaisse la bande dessinée espagnole et travaille pour des éditeurs anglais ou italiens.
A partir de 1968,  il travaille pour le marché américain. Ce sont d'abord des comics destinés aux jeunes filles voire aux enfants. Cependant, à partir de 1974, il dessine de nombreuses histoires pour l'éditeur Warren Publishing qui publie des magazines d'horreur. On retrouve son nom aussi sur des comics de DC Comics,
Dans les années 1980, il crée de nouveau des séries pour l'Espagne comme Mestizo ou Orka, Il dessine plusieurs adaptations de roman :  Le seigneur des anneaux de Tolkien et des œuvres d'Isaac Asimov et Raymond Chandler. A partir de 1989, il abandonne la bande dessinée (il ne fera plus qu'une seule histoire en 1992) pour peindre. Il meurt le 12 décembre 2015,.